# Modellvorhaben der Raumordnung
Modellvorhaben der Raumordnung, kurz  MORO, ist ein Forschungsprogramm des Bundesministeriums für Verkehr und digitale Infrastruktur (BMVI). Innerhalb des Ministeriums wird es vom Bundesamt für Bauwesen und Raumordnung (BBR) betreut.

## Zielsetzung
MORO soll innovative, raumordnerische Handlungsansätze erproben und fördern. Dabei steht vor allem die Zusammenarbeit zwischen Wissenschaft und Praxis im Vordergrund. Dazu werden Modellvorhaben ausgesucht, begleitet und evaluiert. Die Evaluation soll insbesondere auch die Übertragbarkeit der Ergebnisse auf andere Vorhaben ähnlicher Art überprüfen. Zugleich sollen aus den Erkenntnissen erforderliche staatliche, d. h. gesetzliche und finanzielle Anpassungen abgeleitet werden.